# Agile Handling Assist
Agile Handling Assist（アジャイル・ハンドリング・アシスト／AHA）とは、本田技研工業が開発したハンドリング性能向上と緊急操作時の収束安定性の向上の両立を目的とする統合挙動安定化制御技術である。

## 概要
ステアリング・ホイールの操作量や操作速度などから運転手が意図する走行軌跡を予測し、車両に装着されたセンサー類の計測値により算出された車両挙動が予測軌跡から逸脱する際に、適切な車輪に制動力を与え車両姿勢を修正する受動的なトルクベクタリング技術の一種である。同社の車両安定技術であるVSAが使用され、作動領域を常用域まで拡大することで、車両の応答性や収束性が向上することを目的としている。

### 作動イメージ
- カーブ侵入時：前側内輪に軽度な制動を与え、軽快な回頭性を創出する。
- 旋回途中からカーブ脱出時：車両がアンダーステアになることは予測される場合は前側内輪に、オーバーステアになることが予測される場合は前側外輪に軽度な制動を与え、予測軌跡からの逸脱を抑える。

## 搭載車種

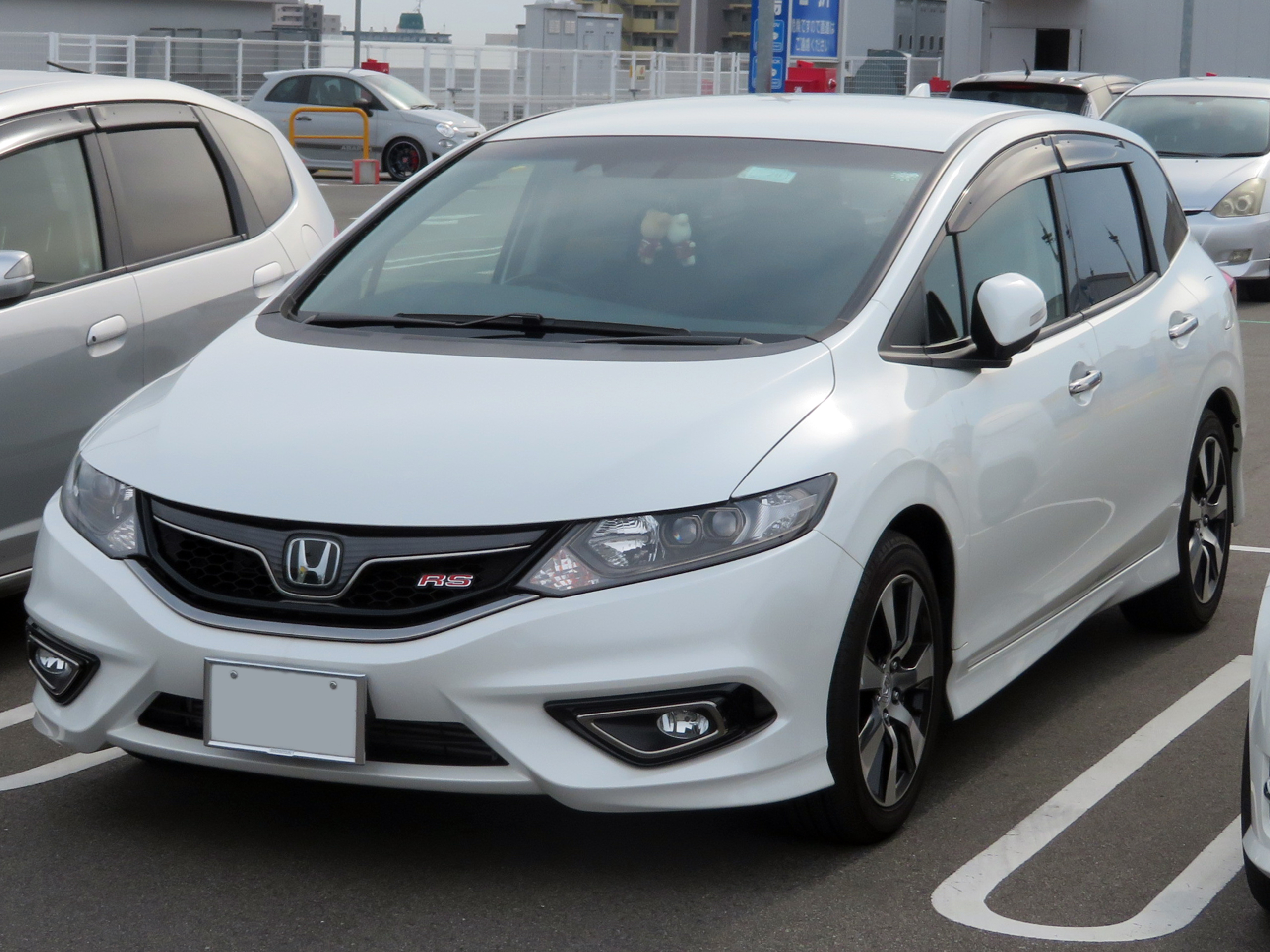
ホンダ・JADE RS

- ホンダ・レジェンド（5代目）／アキュラ・RLX
- アキュラ・TLX
- ホンダ・S660
- ホンダ・ジェイド（RSのみ）
- ホンダ・シビックタイプR（4代目 FK2型、5代目 FK8型、6代目 FL5型）
- ホンダ・クラリティ フューエル セル
- ホンダ・NSX（2代目）
- ホンダ・シビック（10,11代目）
- ホンダ・N-BOX（2代目）
- ホンダ・CR-V（5代目）
- ホンダ・インサイト（3代目）
- ホンダ・N-WGN（2代目）
- ホンダ・アコード（10代目）
- ホンダ・N-ONE（2代目）
- ホンダ・ヴェゼル（2代目）
- ホンダ・ステップワゴン（6代目）
- ホンダ・ZR-V
- ホンダ・フリード（3代目）